# Hans Hansen (wioślarz)
Hans Egill Hansen (ur. 1 czerwca 1915 w Fanie, ob. część Bergen, zm. 17 lipca 2005 w Göteborgu) – norweski wioślarz, brązowy medalista olimpijski.
Wystąpił na igrzyskach olimpijskich w Londynie w 1948 roku, gdzie Norwegowie w składzie: Kristoffer Lepsøe, Thorstein Kråkenes, Hans Hansen, Halfdan Gran Olsen, Harald Kråkenes, Leif Næss, Thor Pedersen, Carl Monssen i Sigurd Monssen (sternik) wywalczyli srebrny medal w ósemkach. W finale o 13,6 sekundy przegrali z osadą Stanów Zjednoczonych, a o 3,4 sekundy szybsi byli Brytyjczycy. Był to jego jedyny start olimpijski.